# Pandora's Tower
Pandora's Tower, chamado no Japão de Pandora's Tower: Until I Return to Your Side (パンドラの塔 君のもとへ帰るまで, Pandora no Tō: Kimi no Moto e Kaeru Made), é um jogo eletrônico de RPG de ação desenvolvido pela Ganbarion e publicado pela Nintendo e Xseed Games. Foi lançado exclusivamente para Wii em maio de 2011 no Japão, em abril de 2012 na Europa e em abril de 2013 na América do Norte. A história gira em torno do protagonista Aeron tentando livrar sua amante Elena de uma maldição que a está transformando em um monstro. A jogabilidade envolve a exploração de treze torres, solucionando quebra-cabeças ambientais e combatendo inimigos. Uma parte importante do jogo é a Corrente de Oraclos, uma arma que ajuda nas batalhas e navegação. Vários finais diferentes podem ser alcançados dependendo da força da relação entre Aeron e Elena.
O desenvolvimento começou em 2006 logo depois da finalização de Jump Ultimate Stars como o primeiro título original da Ganbarion. O principal conceito surgiu do desejo de criar uma narrativa baseada em purificação e amor. O número de personagens e viradas na história foram mantidas no mínimo necessário a fim de focar-se na aflição de Elena. Pandora's Tower teve um período de desenvolvimento estendido devido problemas na implementação das mecânicas de relacionamento e nos controles do Wii. A Nintendo não planejava lançar o jogo na América do Norte, porém uma campanha de fãs chamada Operation Rainfall atraiu a atenção da mídia para o título até a Xseed Games adquirir os direitos de publicação no território. Pandora's Tower foi um sucesso comercial moderado e teve uma recepção mista para positiva por parte da crítica.